# Triumph TRW
De Triumph TRW was een militaire 500cc-motorfiets die het Britse merk Triumph produceerde van 1948 tot 1964. Het was de enige tweecilinderzijklepper uit de geschiedenis van het merk.

## Voorgeschiedenis
In de tweede helft van de jaren dertig, toen de motorfietsproductie van Triumph was overgenomen door Jack Sangster, de eigenaar van het merk Ariel, ging men ook motorfietsen ontwikkelen voor militair gebruik. Tijdens de Eerste Wereldoorlog had Triumph een goede naam opgebouwd met het Model H, dat voor civiel gebruik bedoeld was, maar waarvan 30.000 exemplaren door het leger werden aangekocht. De machine kreeg de bijnaam "Trusty Triumph". Nu ontwikkelde men de 350cc-modellen 3SW, 3HW en 3TW, waarvan vooral het laatste een goede kans had om naast de 500cc-BSA W-M20 door het War Office gekozen te worden. In 1940 werd ook de 500cc-Triumph 5SW met eencilinderzijklepmotor ontwikkeld.

### Bombardement op Coventry
Tijdens het Bombardement op Coventry op 14 november 1940 ging de Triumph-fabriek aan Priory Street in Coventry verloren, inclusief 50 exemplaren van de 3TW die stonden te wachten op levering en alle blauwdrukken. Een aantal productiemachines bleef gespaard, maar Triumph moest noodgedwongen een nieuwe fabriek in Meriden bouwen.

## Triumph 5TW en TRW
| Triumph TRW uit 1964 |
| {{{2}}}              |
| {{{2}}}              |

Toen de nieuwe fabriek klaar was, was de grote defensie-opdracht voor de 350cc-modellen inmiddels vergeven aan de Matchless G3/L, een eencilinderkopklepper met een moderne telescoopvoorvork. Jack Sangster hoorde geruchten over het feit dat de boos vertrokken Edward Turner bezig was om voor BSA een 500cc-zijklep-paralleltwin te bouwen. Hij gaf Bert Hopwood opdracht om precies hetzelfde te doen. Binnen zeven weken had Hopwood de Triumph 5TW klaar. Net als de 350cc-3TW was dit een paralleltwin, afgeleid van de in 1937 geïntroduceerde Speed Twin 5T. De Speed Twin en de 3TW waren kopkleppers, maar Hopwood maakte van de 5TW een zijklepper, met dezelfde boring/slag-verhouding van 63 x 80 mm als de Speed Twin. De machine kreeg slechts een enkele nokkenas, die aan de voorkant van het blok lag zodat alle kleppen wat van de rijwindkoeling konden profiteren. Het maakte het stellen van de kleppen wat lastig, maar voor een tweecilinder was het een goede oplossing. De Tweede Wereldoorlog liep echter ten einde en het project werd gestaakt. In 1948 besloot directeur Edward Turner de productie onder de typenaam Triumph TRW toch weer op te starten. Er was nog genoeg dreiging in de wereld met de Griekse burgeroorlog en de onrust in Malakka. De TRW werd aangekocht door de Royal Air Force, maar het grootste deel van de ongeveer 16.000 geproduceerde exemplaren werd aangekocht door Gemenebestlanden als Canada, Nieuw-Zeeland, Australië en Pakistan. Er werden drie versies gebouwd: de TRW Mk 1 met een BTH-ontstekingsmagneet, de TRW Mk 2 met accu-bobine-ontsteking en de TRW Mk 3, ook met accu-bobine-ontsteking maar met twee bobines. Een prototype met swingarm-achtervering en duozadel haalde het productiestadium niet.

### Motor
De motor was een luchtgekoelde dwarsgeplaatste paralleltwin met zijkleppen die aan de voorkant van het cilinderblok waren geplaatst. Directeur Edward Turner had gehoopt om de motor geheel van aluminium te maken, maar door de tekorten zo kort na de oorlog was dat niet mogelijk en moest hij gietijzer gebruiken. Er waren wel Lo-Ex-zuigers toegepast. De machine had aanvankelijk een SU-carburateur, die later werd vervangen door een 26mm-Solex Type 26 WH-Z. De motor had een dry-sump-smeersysteem waarvan de olietank onder het zadel zat. De ontsteking werd verzorgd door een magneet. De machine had al een Lucas-alternator (wisselstroomdynamo) die op het linker krukasuiteinde was gemonteerd. Deze dynamo draaide met het krukastoerental, maar de stroomverdeler draaide dankzij een tussentandwiel in het distributiecarter met de halve snelheid.

### Transmissie
Op het linker krukasuiteinde zat behalve de dynamo ook het voorste tandwiel van de primaire ketting, die in een oliebad liep. Het tweede tandwiel dreef de meervoudige natte plaatkoppeling en vervolgens de vierversnellingsbak aan. De voetgeschakelde versnellingsbak bevatte ook de kickstarter. Het achterwiel werd aangedreven door een ketting.

### Rijwielgedeelte
De machines hadden het Triumph gebruikelijke semi-dubbel wiegframe met een enkele dikke buis die vanaf het balhoofd naar de onderkant van het motorblok liep. Daar was ze vastgebout aan twee afzonderlijke buizen die naar het achterframe liepen. In navolging van de Matchless G3/L kregen ze een telescoopvork, maar geen achtervering. Beide wielen kregen trommelremmen.

### Uitrusting
De uitrusting was vanzelfsprekend karig, zonder chroom en met een beperkt instrumentenpaneel dat in de koplampnacelle was aangebracht en dat alleen bestond uit een lichtschakelaar, een ampèremeter en de schakelaar voor het lampje van de ampèremeter. Er komen versies voor met achterwielstandaard, voorwielstandaard en jiffy. De machine kon worden uitgerust met het gebruikelijke bagagerekje op de tank, maar ze was altijd voorzien van een bagagerek waar canvas-zijtassen aan konden worden bevestigd. Als het voorste deel van de bovenkant achterover werd geklapt was er plaats voor een klein broodzadeltje dat normaal gebruikt werd op racemotoren om de coureur plat over de tank te laten zitten, maar dat in dit geval een zeer oncomfortabele, ongeveerde zitplaats voor een duoassagier vormde. De machine had geen echte oorlogsverlichting. Om het licht te beperken werden kappen over kop- en achterlicht aangebracht.

## Einde productie
Hoewel veel defensieorganisaties lang vasthielden aan hun voorkeur voor zijklepmotoren vanwege het eenvoudige onderhoud, was de TRW halverwege de jaren zestig toch echt verouderd. Een prototype met swingarm-achtervering haalde de productie niet. Triumph ontwikkelde de nieuwe prototypen T50 en T50WD, wat in 1966 resulteerde in de T100WD.